# Terranova dei Passerini
Terranova dei Passerini (Teranöva in dialetto lodigiano) è un comune italiano di 958 abitanti della provincia di Lodi in Lombardia.

## Storia
Terranova è una località agricola di antica origine, nota per secoli come Terra Nuova.
In età napoleonica (1809-16) al comune di Terra Nuova furono aggregate Cassina dei Passerini e Rovedaro, che recuperarono però un'effimera autonomia con la costituzione del Regno Lombardo-Veneto, per venire aggregate definitivamente nel 1837.
Nel 1863 il comune di Terranova assunse il nome ufficiale di "Terranova dei Passerini" in onore del politico Rinaldo dei Bonacolsi detto Passerino.

### Simboli
Lo stemma e il gonfalone del Comune di Terranova dei Passerini sono stati concessi con decreto del presidente della Repubblica dell'8 febbraio 1973.
Stemma
(Art. 6 comma 1 dello Statuto comunale)
Gonfalone
(Art. 6 comma 2 dello Statuto comunale)

## Società

### Evoluzione demografica
Abitanti censiti

### Etnie e minoranze straniere
Al 31 dicembre 2009 gli stranieri residenti nel comune di Terranova dei Passerini in totale sono 62, pari al 7,00% della popolazione. Tra le nazionalità più rappresentate troviamo:
| Paese  | Popolazione (2008) |
| ------ | ------------------ |
| India  | 24                 |
| Egitto | 16                 |

## Geografia antropica
La sede comunale è posta nel capoluogo, attualmente denominato Terranova dei Passerini, ma noto in passato come località Fornaci.

### Frazioni
Possiedono lo status di frazione le località di Cascine, Cascinette, Cascinotti e San Giacomo.

#### Altre località del territorio
Cascine Barattè, Biraga, Biraghina, Campagna, Nuova, Rovedaro, San Giacomino, Sant'Alberto, Terranova.

## Amministrazione
Segue un elenco delle amministrazioni locali.
| Periodo | Periodo   | Primo cittadino | Partito      | Carica  | Note |
| ------- | --------- | --------------- | ------------ | ------- | ---- |
| 1945    |           | Antonio Capra   |              | Sindaco |      |
| 1946    | 1947      | Domenico Galli  |              | Sindaco |      |
| 1947    | 1950      | Antonio Capra   |              | Sindaco |      |
| ?       | 1951      | Giulio Dragoni  |              | Sindaco |      |
| 1951    | 1956      | Luigi Frattini  |              | Sindaco |      |
| 1956    | 1957      | Luigi Scrigna   |              | Sindaco |      |
| 1957    | 1960      | Luigi Frattini  |              | Sindaco |      |
| 1960    | 1970      | Antonio Chinosi |              | Sindaco |      |
| 1970    | 1975      | Tommaso Lena    |              | Sindaco |      |
| 1975    | 1985      | Mario Dadati    |              | Sindaco |      |
| 1985    | 2004      | Luciano Corvi   |              | Sindaco |      |
| 2004    | 2019      | Roberto Depoli  | Lista civica | Sindaco |      |
| 2019    | 2024      | Alba Resemini   | Lista civica | Sindaco |      |
| 2024    | in carica | Luca Bertolotti | Lista civica | Sindaco |      |

## Sport

### Calcio
Fino alla stagione 2014/2015 l'A.S Terranova 1992 è stata la squadra di calcio del paese, militante nel campionato di Prima Categoria della provincia di Lodi. Nella stagione 2012/2013 è stata vincitrice del campionato di Seconda Categoria girone O.